# Ranunculus kalinensis
Ranunculus kalinensis — вид квіткових рослин з родини жовтецевих (Ranunculaceae). Синонім: Ranunculus cassubicus subsp. kalinensis (Jasiewicz) Jasiewicz.

## Поширення
Росте в Україні, Польщі, Білорусі, Росії.